# Villa Romana

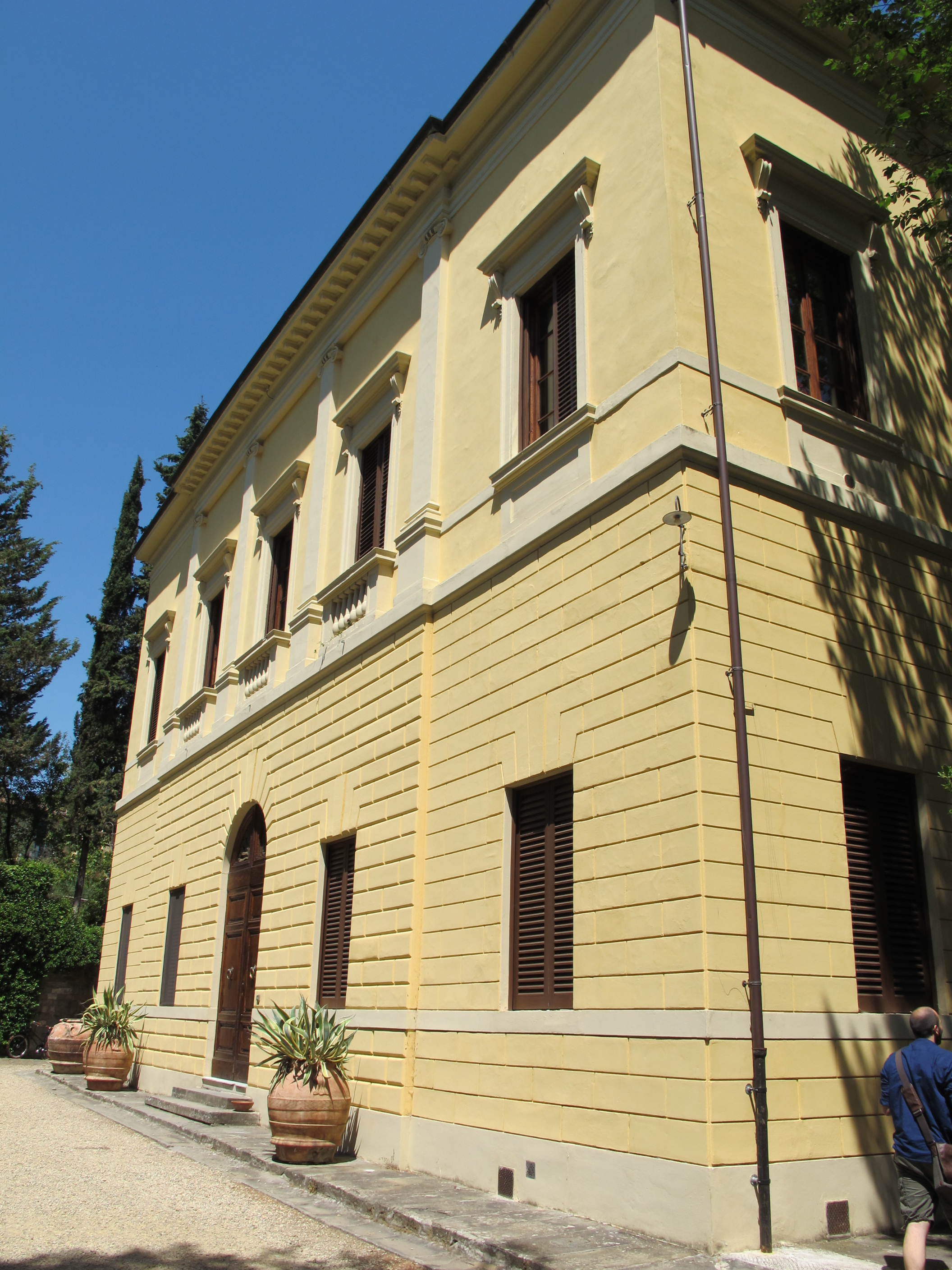
Villa Romana

De Villa Romana is een Duitse kunstinstelling met ateliers in een Palazzo aan de Via Senese 68 in de Italiaanse stad Florence.

## Villa-Romana-Preis
Jaarlijks wordt de Villa-Romana-Preis toegekend aan vier jonge kunstenaars, die gedurende 10 maanden kunnen wonen en werken in een atelier van de Villa Romana. De prijswinnaars krijgen eveneens een maandgeld en ter afsluiting van hun verblijf een publicatie, waarin hun werk wordt gedocumenteerd. De Villa Romana ontvangt ook gastkunstenaars.

## Geschiedenis

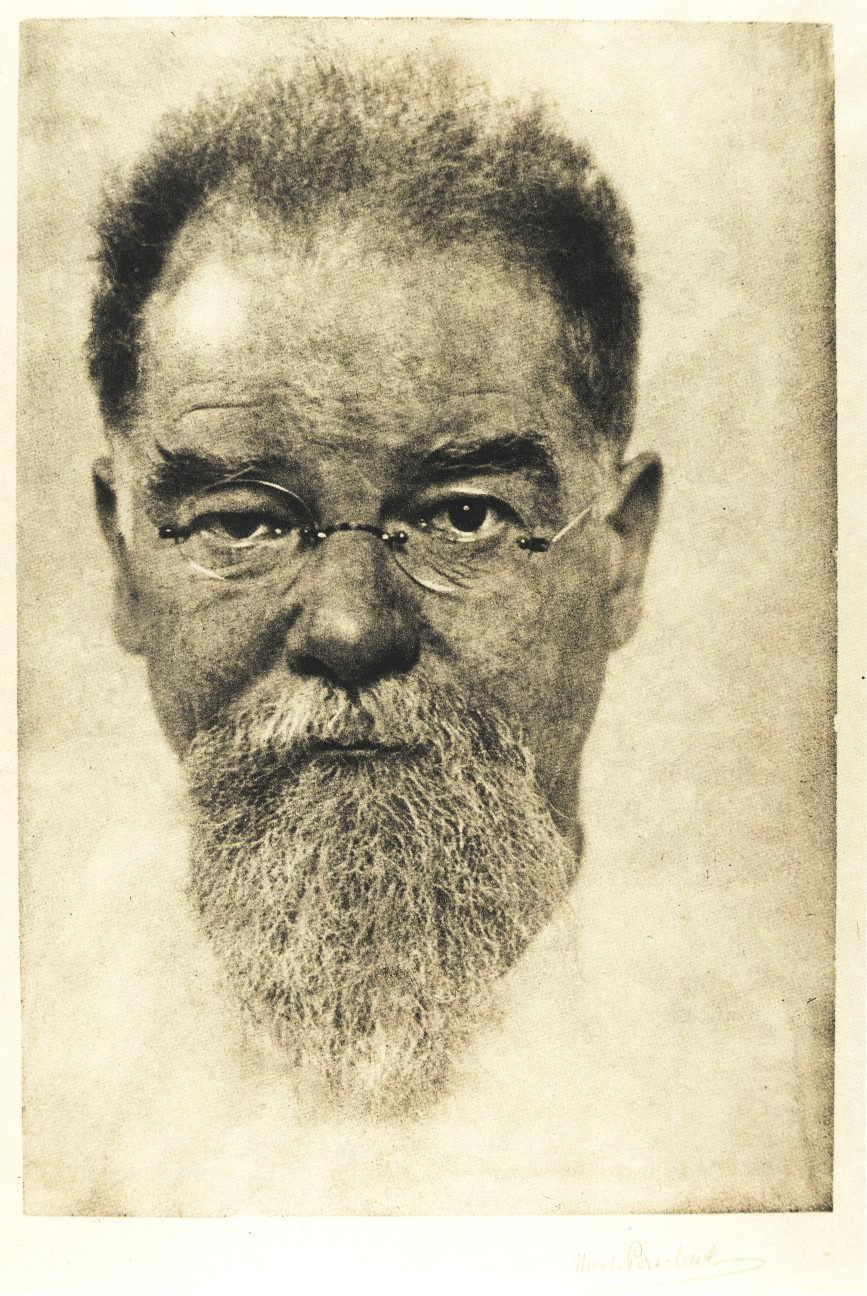
Portret Max Klinger (1915)

De Villa Romana werd in 1905 in opdracht van de Deutscher Künstlerbund gesticht door de schilder en beeldhouwer Max Klinger (1857-1920), met hulp van een aantal bevriende kunstenaars, door de aankoop van een Palazzo met 40 kamers en een park van 1,6 hectare, waarin een onafhankelijke kunstinstelling zou worden gehuisvest. Die onafhankelijkheid werd noodzakelijk geacht om het werk der beeldende kunstenaars te vrijwaren van een te grote invloed van de staat en de Akademie der Künste op hun ontwikkeling, dit in tegenstelling tot de andere kunstinstellingen (zoals de later gestichte Villa Massimo in Rome). De stichting werd in de beginperiode financieel ondersteund door geldgevers als de Berlijnse mecenas Eduard Arnhold, die enkele jaren later de aanzet zou geven tot de Villa Massimo. Sinds de twintiger jaren werd  de Villa Romana gesubsidieerd door de Deutsche Bank.
Tot de deelnemers in de periode voor de Eerste Wereldoorlog behoorden onder anderen de kunstenaars Georg Kolbe, Max Beckmann, Käthe Kollwitz, Ernst Barlach en Max Pechstein.
In 1939 trachtte het Reichspropagandaministerium, door zelf de prijswinnaars aan te wijzen van de Villa-Romana-Preis, het roer in handen te nemen, maar het lukte de directeur van Villa Romana, Hans Purrmann, ook gedurende de Tweede Wereldoorlog onderdak te bieden aan in ongenade gevallen kunstenaars, zoals Emy Roeder. In 1944 werd het ateliergebouw door de geallieerden in beslag genomen.
Pas in 1954 werd de Villa Romana Stichting, door de inzet van Purrmann en de voormalige Duitse bondspresident Theodor Heuss, nieuw leven ingeblazen en in 1958 werd de Villa Romana weer geopend.